# Tayfun Baydar
Tayfun Baydar (* 23. Januar 1975 in Hamburg) ist ein deutscher Theater- und Fernsehschauspieler türkischer Abstammung.

## Leben
Tayfun Baydar legte sein Fachabitur ab und absolvierte eine Ausbildung an der Schule für Schauspiel Hamburg. Neben Unterricht in Schauspiel erhielt er dort auch eine Ausbildung in Kameratechnik. Baydar besuchte außerdem Workshops in „Acting on Camera“ an der Filmschule Wien.
Während seiner Ausbildung hatte er verschiedene Gelegenheitsjobs und arbeitete als Taxifahrer, um seinen Lebensunterhalt zu finanzieren. 2003 erhielt Baydar im Anschluss an ein Casting die Rolle des türkischen Jugendlichen Metin in dem Theaterstück Voll auf der Rolle im Hamburger Imperial-Theater auf der Reeperbahn. Es folgten weitere Theaterauftritte unter anderem im Kulturzentrum Kampnagel-Fabrik, im Hamburger Jugendtheater und im Hamburger Monsuntheater. Am Imperial-Theater spielte Baydar auch in den Bühnenfassungen von Der Hexer und Der schwarze Abt nach den Kriminalromanen von Edgar Wallace. 
Baydar spielte 2007 in dem Musikdrama Mikrofan. Der Spielfilm wurde 2007 auch bei den Hofer Filmtagen gezeigt. Baydar spielte in der Folgezeit auch in einigen Kurzfilmen und in verschiedenen Produktionen der Hamburg Media School. 
Mit einem Demo-Band bewarb Baydar sich bei dem Fernsehsender RTL, erhielt jedoch erst nach über drei Jahren eine positive Antwort und eine Einladung zum Casting. Bekanntheit erlangte er besonders in der Rolle des Tayfun Badak in der RTL-Serie Gute Zeiten - Schlechte Zeiten, wo er von Dezember 2008 bis Ende April 2016 zur festen Besetzung gehörte. Er spielte dabei die Rolle des Inhabers des Spätkaufs. Im August 2017 war Baydar in der Serie In aller Freundschaft – Die jungen Ärzte in einer Episodenhauptrolle zu sehen; er spielte Viktor Oehme, einen Logistik-Manager mit Tinnitus. 
Baydar setzt sich für die Tierrechtsorganisation PETA ein. Mit seiner ehemaligen Gute Zeiten, schlechte Zeiten-Schauspielkollegin Sıla Şahin unterstützt er damit PETAs Kampagne gegen den Kauf und Handel von Tieren bei Züchtern.
Tayfun Baydar ist der Bruder von Volkan Baydar, dem Frontsänger der Band Orange Blue. Baydar lebt in Berlin sowie in Hamburg und pendelt zwischen diesen beiden Städten.

## Filmografie (Auswahl)
- 2007: Mikrofan
- 2007: Taiketsu
- 2008–2016: Gute Zeiten, schlechte Zeiten (Fernsehserie)
- 2016: Die Pfefferkörner (Fernsehserie, Folge Kredithaie)
- 2017: In aller Freundschaft – Die jungen Ärzte (Fernsehserie, Folge Ein schmaler Grat)
- 2018: WaPo Bodensee (Fernsehserie, Folge Schneewittchen)
- 2021: Immer der Nase nach
- 2022: SOKO Leipzig (Fernsehserie, Folge Besondere Einsatzlage)
- 2022: Alle wollen geliebt werden
- 2022: Fritzie – Der Himmel muss warten (Fernsehserie)
- 2022: Das Traumschiff: Lappland (Fernsehreihe)
- 2023: MaPa (Fernsehserie, Folge Lauf davon)
- 2023: Die Drei von der Müllabfuhr: Altlasten (Fernsehreihe)
- 2024: Für alle Fälle Familie (Fernsehserie)
- 2024: Notruf Hafenkante (Fernsehserie, Folge Falsches Spiel)